# Hacıaliobası, İncirliova
Hacıaliobası là một xã thuộc huyện İncirliova, tỉnh Aydın, Thổ Nhĩ Kỳ. Dân số thời điểm năm 2010 là 994 người.